# 토마스 모르겐슈테른
토마스 모르겐슈테른(독일어: Thomas Morgenstern, 1986년 10월 30일~)은 오스트리아의 스키점프 선수이다.